# Barbie Mariposa
Barbie Mariposa es una película de Barbie directa a video que fue lanzado el 26 de febrero de 2008. Esta película es parte de la serie de películas de Barbie: Fairytopia, pero no es una secuela directa a las películas anteriores.

## Trama
Elina, la heroína de las películas Fairytopía le cuenta a su amigo Bibble la historia de El País de la Luz, un reino lejano poblado por hadas con alas de mariposa. Henna, la malvada hada mariposa ha envenenado a la reina de El País de la Luz en un intento de apoderarse del reino. Debido a esto, las luces de la protección de Flutterfield están en peligro de salir. Estas luces protegen El País de la Luz de los "Skeezites", monstruos que comen las hadas mariposa, y están conectados con la vida de la reina de El País de la Luz. Depende de Mariposa, Zinzie, Rayna y Rayla para encontrar un antídoto para salvar a la reina.

## Reparto
| Personajes      | Voz Original Estados Unidos | Doblaje en Latinoamérica |
| --------------- | --------------------------- | ------------------------ |
| Mariposa        | Chiara Zanni                | Lidia Abautt             |
| Willa           | Tabitha St. Germain         | Karina Parra             |
| Rayna           | Kathleen Barr               | Giannina Jurado          |
| Rayla           | Erin Matthews               | Lileana Chacón           |
| Henna           | Nicole Oliver               | María José Estévez       |
| Príncipe Carlos | Alessandro Juliani          | Luis Carreño             |
| Zinzie          | Cathy Weseluck              | María José Estévez       |
| Lord Gártus     | Alistair Abell              | Juan Guzmán              |
| Elina           | Kelly Sheridan              | Melanie Henríquez        |
| Bibble          | Lee Tockar                  | Lee Tockar               |
| Dizzie          | Cathy Weseluck              | Cathy Weseluck           |